# Repechy (obwód brzeski)
Repechy (biał. Рапяхі; ros. Репехи) – wieś na Białorusi, w obwodzie brzeskim, w rejonie prużańskim, w sielsowiecie Linowo, przy linii kolejowej Moskwa - Mińsk - Brześć.
W dwudziestoleciu międzywojennym leżały w Polsce, w województwie poleskim, w powiecie prużańskim.